# Kakrala
Kakrala là một thành phố và là nơi đặt ban đô thị (municipal board) của quận Budaun thuộc bang Uttar Pradesh, Ấn Độ.

## Địa lý
Kakrala có vị trí 27°54′B 79°12′Đ / 27,9°B 79,2°Đ Nó có độ cao trung bình là 160 mét (524 feet).

## Nhân khẩu
Theo điều tra dân số năm 2001 của Ấn Độ, Kakrala có dân số 32.380 người. Phái nam chiếm 53% tổng số dân và phái nữ chiếm 47%. Kakrala có tỷ lệ 43% biết đọc biết viết, thấp hơn tỷ lệ trung bình toàn quốc là 59,5%: tỷ lệ cho phái nam là 48%, và tỷ lệ cho phái nữ là 37%. Tại Kakrala, 20% dân số nhỏ hơn 6 tuổi.